# Krzyż Bojowej Zasługi
Krzyż Bojowej Zasługi (ukr. Хрест Бойової Заслуги) – najwyższe wojskowe i cywilne odznaczenie Ukraińskiej Powstańczej Armii i Ukraińskiej Głównej Rady Wyzwoleńczej – samozwańczego rządu Ukrainy pod patronatem OUN-B. Nadawany członkom Ukraińskiej Powstańczej Armii i cywilom, którzy podczas wykonywania swoich obowiązków wyróżnili się lub zginęli w walce.

## Historia
Odznaczenie zostało ustanowione 27 stycznia 1944 roku rozkazem Komendy Głównej nr 3/44, podpisanym przez Naczelnego Dowódcę Ukraińskiej Powstańczej Armii Romana Szuchewycza i Szefa Głównego Sztabu Wojskowego UPA Dmytro Hrycaja:

Za zasługi bojowe, szczególną pracę na rzecz Ukraińskich Sił Zbrojnych i za rany wojskowi i cywile mogą otrzymać odznaczenie bojowe – Krzyż Bojowej Zasługi odpowiedniej klasy.
1. Odznaczeniem wojskowym pierwszego stopnia jest Złoty Krzyż Bojowej Zasługi I klasy. Odznaczenie to przyznawane jest przez Główną Radę Wyzwoleńczą na wniosek Naczelnego Dowódcy UPA.
2. Odznaczenie wojskowe drugiego stopnia — Złoty Krzyż Bojowej Zasługi II klasy. Odznaczenie to przyznawane jest przez Główną Radę Wyzwoleńczą na wniosek Naczelnego Dowódcy UPA.
3. Odznaczenie wojskowe III stopnia – Srebrny Krzyż Bojowej Zasługi I klasy. Odznaczenie to przyznaje Naczelny Dowódca UPA na wniosek Dowódcy Okręgu UPA.
4. Odznaczenie wojskowe IV stopnia — Srebrny Krzyż Bojowej Zasługi II klasy. Odznaczenie to przyznaje Naczelny Dowódca UPA na wniosek Dowódcy Okręgu UPA.
5. Odznaczenie wojskowe V stopnia — Brązowy Krzyż Bojowej Zasługi. Odznaczenie to przyznawane jest przez Dowódca Okręgu UPA na wniosek Dowódcy Zgrupowania Wojskowego-Grupy.

W sumie istniało pięć stopni Krzyża Bojowej Zasługi: dwa złote, dwa srebrne i jeden brązowy. Ostateczny projekt odznaczenia został opracowany w 1950 roku przez artystę Niła Chasewycza. Projekt, zatwierdzony przez UGRW, został przy pomocy kurierów przewieziony do Bawarii, gdzie wybijano odznaczenia UPA, w tym Krzyże Bojowej Zasługi.
12 października 1952 roku wydano ostatni rozkaz o przyznaniu krzyża nr 3/52. Odtąd nikt już nie był odznaczany ani Krzyżami Bojowej Zasługi, ani żadnymi innymi odznaczeniami UPA.

## Opis
Wszystkie Krzyże Zasługi, niezależnie od stopnia i klasy, miały ten sam wymiar: 27x27 mm i miały kształt równoramiennego krzyża z podniesioną obwódką. Pośrodku krzyża znajdował się romb z ukraińskim tryzubem. Pod krzyżem umieszczono dwa skrzyżowane miecze. Tylko krzyż I klasy był częściowo emaliowany: pole, na którym znajdował się tryzub, barwiono na niebiesko, a krzyż za nim na czerwono. Krzyże noszono na pięcioramiennej zawieszce przewiązanej wstążką o szerokości 30 mm była koloru ciemnoczerwonego z dwoma czarnymi poziomymi paskami pośrodku, w nawiązaniu do barw flagi banderowskiej. Na wstążce przypinano okucia: jeden lub dwa wypukłe romby odpowiadające stopniowi odznaczenia.